# Чепелевский сельсовет (Минская область)
Чепелевский сельсовет — упразднённая административная единица на территории Солигорского района Минской области Республики Беларусь. В 2009 году сельсовет был упразднён. При этом деревни Прусики, Пруссы и Чепели были переданы в Краснодворский сельсовет, Брянчицы, Глядки, Кулеши и Шабуньки — в Чижевичский сельсовет.

## Состав
Чепелевский сельсовет включал 7 населённых пунктов:
- Брянчицы — деревня.
- Глядки — деревня.
- Кулеши — деревня.
- Прусики — деревня.
- Пруссы — деревня.
- Чепели — деревня.
- Шабуньки — деревня.